# Imprint Records
Imprint Records, originalmente creada como Veritas Music Entertainment, fue una compañía discográfica norteamericana fundada en julio de 1995 y disuelta en 1997.

## Historia
Roy Wunsch, ex CEO de Sony Music Nashville, fundó el sello en 1994 junto a Bud Schaetzle. Imprint fue la primera discográfica independiente de música country que cotizó en NASDAQ.
El primer lanzamiento de la compañía fue el álbum de Gretchen Peters, The Secret of Life en 1996. The GrooveGrass Boyz, Bob Woodruff y Jeff Wood grabaron varios sencillos con Imprint entre 1996 y 1997 y los dos últimos llegaron a publicar sendos álbumes. The GrooveGrass Boyz consiguieron el mayor éxito comercial para la compañía, vendiendo más de 80.000 copias de su versión country del famoso tema "Macarena". Al Anderson de NRBQ y el cantante country canadiense Charlie Major también publicaron un álbum cada uno con el sello.
En julio de 1997, el presidente de la compañía Bud Schaetzle anunció que la actividad del sello se suspendía. Había creado una nueva empresa, Imprint Entertainment, especializada en la producción de cine y televisión. En el momento del cierre de la discográfica, The GrooveGrass Boyz, Wood, Woodruff y Ryan Reynolds eran los únicos artistas que permanecían en el sello. Reynolds estaba en pleno proceso de grabación de su álbum debut, Rose City, que jamás vio la luz. En ese momento, Imprint había obtenido menos de 200.000 dólares de beneficio frente a más de un millón de inversión.

## Artistas
- Al Anderson
- The GrooveGrass Boyz
- Charlie Major
- Gretchen Peters
- Ryan Reynolds
- Jeff Wood
- Bob Woodruff